# Steve Morabito
Pour les articles homonymes, voir Morabito.

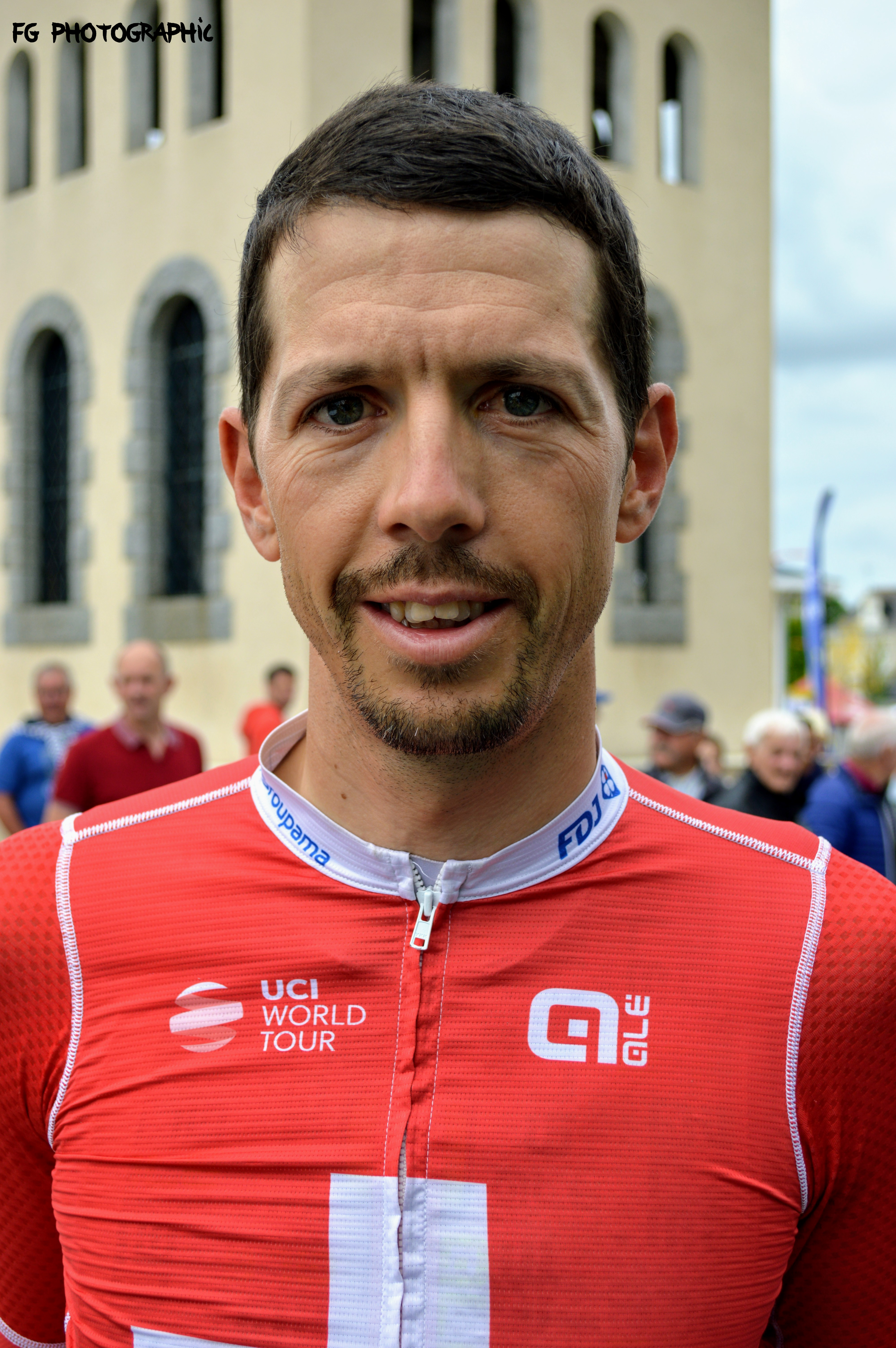
Steve Morabito - Juin 2019

Steve Morabito, né le 30 janvier 1983 à Monthey, est un coureur cycliste suisse. Professionnel de 2006 à 2019, il a notamment remporté une étape du Tour de Suisse 2006 et été champion de Suisse sur route en 2018. Il a également été équipier de Cadel Evans lors de sa victoire au Tour de France 2011. 

## Carrière

### Carrière amateur
Après avoir pratiqué le basket-ball pendant cinq ans, Steve Morabito commence à faire du VTT puis prend sa première licence cycliste en junior deuxième année,, en 2001. Membre de la Roue d'or de Monthey, il gagne onze courses cette année et est troisième du championnat de Suisse sur route juniors. Il se classe 44e du championnat du monde de cette catégorie à Lisbonne.
Membre du VC Mendrisio en espoirs (moins de 23 ans), il participe deux fois aux championnats du monde sur route dans cette catégorie. En 2004, il dispute le contre-la-montre, dont il prend la 37e place. En 2005, il se classe huitième de la course en ligne à Madrid.

### Carrière professionnelle

#### Premières années chez Phonak puis Astana (2006-2009)

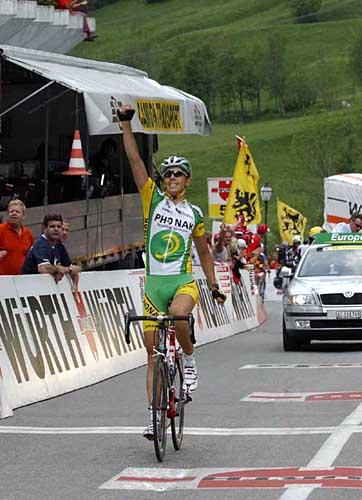
Steve Morabito lors de sa victoire sur le Tour de Suisse 2006.

Steve Morabito devient cycliste professionnel en 2006 dans l'équipe suisse Phonak, qui lui fait signer un contrat de deux ans. Il obtient sa première victoire chez les professionnels en gagnant une étape du Tour de Suisse à Loèche-les-Bains. Durant l'été, il dispute le Tour d'Espagne, son premier grand tour. L'équipe Phonak disparaît en fin d'année.
Pour l'année 2007, Steve Morabito est engagé chez Astana. Il dispute cette année-là le Tour d'Italie. En fin de saison, il gagne deux étapes du Herald Sun Tour et termine à la deuxième place du classement général. En 2008, il réalise un bon Tour de Romandie en épaulant son leader Andreas Klöden, qui gagne la course. Il prend la 18e place au classement général. Grâce à cette course, il est sélectionné pour le Tour d'Italie mais à cause de deux chutes, il est contraint d'abandonner. En 2009, Lance Armstrong reprend sa carrière au sein de l'équipe Astana. Steve Morabito dispute notamment le Tour d'Italie en tant qu'équipier d'Armstrong et de Levi Leipheimer.

#### Équipier de Cadel Evans et Tejay van Garderen chez BMC (2010-2014)

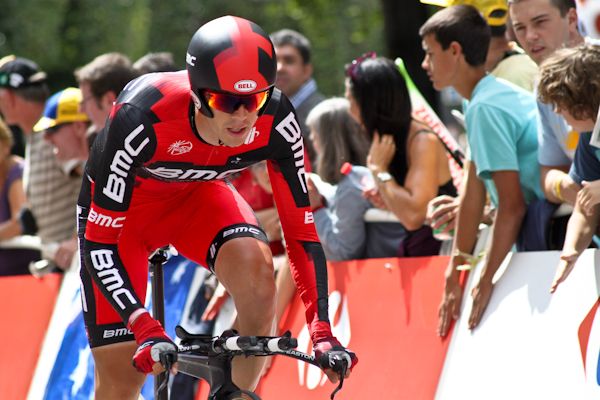
Steve Morabito durant le Tour de France 2011.

En 2010, il rejoint l'équipe suisse BMC Racing, propriété d'Andy Rihs comme l'était l'équipe Phonak. Durant cette saison, il est notamment quatrième du Tour de Suisse et dispute son premier Tour de France. En juillet 2011, il est l'un des coéquipiers de l'Australien Cadel Evans lors de sa victoire sur le Tour de France.
Non-retenu pour disputer le Tour de France 2012, il se classe deuxième du Tour d'Autriche. Après le Tour d'Espagne, qu'il termine à la 35e place, il dispute la course en ligne des championnats du monde, avec pour leader Michael Albasini. Il en prend la 67e place.
En 2013, il dispute le Tour d'Italie au service de Cadel Evans, troisième du classement général. Malgré une fissure au poignet due à une chute, il termine 33e. Sa blessure le force toutefois à renoncer au Tour de Romandie et au Critérium du Dauphiné. En juillet, il dispute le Tour de France. Engagé comme équipier de Cadel Evans et Tejay van Garderen, il est finalement le coureur le mieux classé de son équipe, à la 35e place. Il n'est pas retenu en équipe de Suisse pour les championnats du monde par le sélectionneur Luca Guercilena, et met un terme à sa saison en septembre.
En 2014, Morabito et ses coéquipiers gagnent le contre-la-montre par équipes du Tour du Trentin, permettant à Evans de remporter sa dernière course par étapes. Il épaule ce dernier lors de ses derniers grands tours, le Tour d'Italie  et le Tour d'Espagne. Il se classe 24e du Giro, son meilleur résultat sur un grand tour. Il ne termine pas la Vuelta, devant abandonner lors de la onzième étape à la suite d'une chute. Présélectionné pour les championnats du monde 2014, il figure dans une deuxième présélection mais n'est finalement pas retenu. En fin d'année, il s'engage pour deux ans avec la formation FDJ.fr.

#### Fin de carrière au sein de la FDJ (2015-2019)
Présent sur le Tour de France 2015 comme coéquipier de Thibaut Pinot, Steve Morabito chute au cours de la quatorzième étape. Atteint d'une fracture de la clavicule gauche, il ne peut continuer la course. Il retrouve la compétition sur la Brussels Cycling Classic le 5 septembre.
En juillet 2016 est annoncée l'extension du contrat de Morabito jusqu'en fin d'année 2018. Il participe aux Jeux olympiques de 2016 à Rio de Janeiro, mais abandonne la course en ligne.
Le 1er juillet 2018, il devient champion de Suisse sur route après une échappée en solitaire dans le final de la course. Il continue sa carrière en 2019, pour une dernière saison avec le maillot de champion national. En mars, il est renversé par une voiture à l'entraînement. Il arrête sa carrière à l'issue du Tour de Lombardie. 
Il entame ensuite sa reconversion dans sa société et dans le comité d'organisateur des mondiaux sur route 2020.

## Palmarès, résultats et classements

### Coureur amateur
- 2001
  - 8e étape du Tour de l'Abitibi

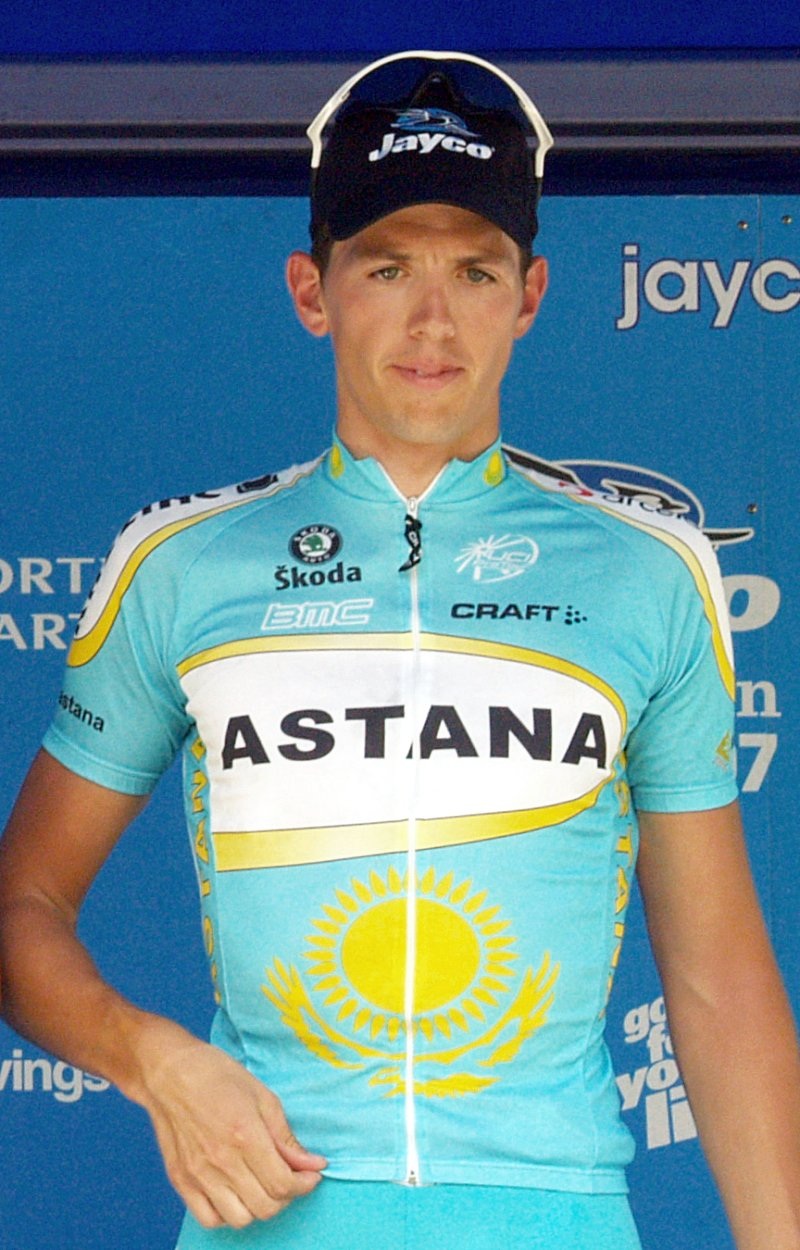
Steve Morabito sur le podium durant le Herald Sun Tour 2007.

  - 3e du championnat de Suisse sur route juniors
- 2002
  - 3e de Martigny-Mauvoisin amateurs
- 2005
  -  Champion de Suisse de la montagne espoirs
  - 2e de Stuttgart-Strasbourg
  - 2e du Giro del Canavese
  - 8e du championnat du monde sur route espoirs

### Coureur professionnel
- 2006
  - 5e étape du Tour de Suisse
  - 2e du Grand Prix de la Forêt-Noire
- 2007
  - 4e et 6e étapes du Herald Sun Tour
- 2009
  - 2e de Martigny-Mauvoisin
- 2010
  - 4e du Tour de Suisse
- 2011
  - 2e du championnat de Suisse sur route
- 2012
  - 2e du Tour d'Autriche
- 2014
  - 1re étape du Tour du Trentin (contre-la-montre par équipes)
  - 3e du championnat de Suisse sur route
  - 6e du Tour de Suisse
- 2015
  - 3e du championnat de Suisse du contre-la-montre
  - 8e du Tour de Suisse
- 2016
  - 3e du championnat de Suisse sur route
  - 9e du Tour Down Under
- 2018
  -  Champion de Suisse sur route

### Résultats sur les grands tours

#### Tour de France
5 participations
- 2010 : 51e
- 2011 : 49e
- 2013 : 35e
- 2015 : abandon (14e étape)
- 2016 : 36e

#### Tour d'Italie
7 participations
- 2007 : 83e
- 2008 : abandon (8e étape)
- 2009 : 88e
- 2013 : 34e
- 2014 : 25e
- 2017 : 53e
- 2018 : 79e

#### Tour d'Espagne
4 participations
- 2006 : 84e
- 2012 : 35e
- 2014 : abandon (11e étape)
- 2019 : 67e

### Classements mondiaux
| Année                  | 2005 | 2006 | 2007 | 2008 | 2009 | 2010 | 2011 | 2012 | 2013 | 2014 | 2015 |
| ---------------------- | ---- | ---- | ---- | ---- | ---- | ---- | ---- | ---- | ---- | ---- | ---- |
| Classement ProTour     |      | 180e |      |      |      |      |      |      |      |      |      |
| Calendrier mondial UCI |      |      |      |      |      | 77e  |      |      |      |      |      |
| UCI World Tour         |      |      |      |      |      |      | nc   | nc   | nc   | 90e  | 119e |
| UCI America Tour       |      |      |      |      |      | 297e |      |      |      |      |      |
| UCI Europe Tour        | 162e |      |      |      |      | 761e |      |      |      |      |      |